# Torre Rasini
La Torre Rasini (anche nota come Palazzo e Torre Rasini) è un edificio storico di Milano, adibito ad appartamenti di lusso, realizzato in stile Novecento. Posta all'angolo fra corso Venezia e i bastioni di Porta Venezia, il complesso è composto da due parti, la Torre e il Palazzo, che costituiscono un unico progetto edilizio. In particolare il palazzo è situato in corso Venezia al civico 61, mentre la torre è ubicata lungo i bastioni di Porta Venezia al civico 1.

## Storia
Il complesso, o "gruppo di case" come Ponti stesso lo definiva, sito su un'area di prestigio precedentemente occupata da un palazzo neoclassico di proprietà dei fratelli Giovanni e Mario Rasini e resa disponibile dopo l'abbattimento delle mura spagnole di Milano, fu edificato su committenza dei Rasini stessi dal 1932 al 1935 su progetto di Emilio Lancia e Gio Ponti in stile Novecento che, successivamente alla sua costruzione, misero fine al sodalizio professionale che li legava dal 1927.

## Descrizione
Il complesso si situa in un luogo di grande importanza urbanistica, fra il tracciato dei Bastioni e l'ampio spazio dei Giardini pubblici, direttamente di fronte ai caselli di porta Venezia. Esso segnala il limite del centro storico, e segna il termine di corso Venezia e l'inizio di corso Buenos Aires.
Si compone di due edifici: il Palazzo, all'angolo fra i Bastioni e corso Venezia, con l'ingresso su quest'ultimo, che conta 6 piani; la Torre, immediatamente ad ovest, che conta 12 piani, per complessivi 50 metri d'altezza. I due edifici sono distinti anche dal rivestimento delle facciate, il palazzo in marmo bianco, la torre in mattoni a vista, variamente disposti a formare un disegno a fasce.
Dal Palazzo, di forma compatta e lineare, e caratterizzato da una compostezza classica, si differenzia la Torre, con forme più dinamiche, dal bovindo posto in facciata alle terrazze del retro digradanti verso il giardino, fino all'altana superiore. Questa marcata differenziazione può essere considerata come preludio della separazione professionale dei due architetti; «c'è forse più Lancia nella "torre" (fuorché nelle terrazze a gradoni degli ultimi piani, tipica soluzione pontiana) e più Ponti nella cubica "villa"».
Il pian terreno di entrambi gli edifici ospita uffici.